# Le Chant de l'amour triomphant
Le Chant de l'amour triomphant est un film dramatique romantique français réalisé par Victor Tourjanski, sorti en 1923.

## Fiche technique
- Titre : Le Chant de l'amour triomphant
- Réalisateur : Victor Tourjanski, assisté d'Anatole Litvak
- Scénario : Vassili Choukhaeff, Viktor Tourjansky et Ivan Turgenev
- Photographie  : Fédote Bourgasoff, Joseph-Louis Mundwiller 	et Nikolaï Toporkoff
- Directeur artistique : Vassili Choukhaeff, César Lacca et Alexandre Lochakoff
- Décors :  Vassili Choukhaeff
- Société de production :  Films Albatros
- Pays de production :   France
- Langue : film muet avec les intertitres  en français
- Format : Noir et blanc — 35 mm — 1,33:1 — Muet
- Genre : Film dramatique, Film romantique
- Durée : 72 minutes
- Date de sortie :
  - France : 21 septembre 1923

## Distribution
- Jean Angelo : Muzio, un jeune musicien de Ferrare amoureux de la même femme que son ami Fabio
- Rolla Norman : Fabio, un jeune peintre de Ferrare, son ami et rival amoureux
- Nathalie Kovanko : Valéria, la fille unique d'une veuve noble mais peu fortunée, qu'aiment à la fois Muzio et Fabio
- Jean d'Yd : le serviteur hindou de Muzio
- Nicolas Koline : Antonio, le majordome
- Kourotchkine : Brahma
- Joe Alex